# Côte Ouest (série télévisée)
 (janvier 2025).
Si vous disposez d'ouvrages ou d'articles de référence ou si vous connaissez des sites web de qualité traitant du thème abordé ici, merci de compléter l'article en donnant les références utiles à sa vérifiabilité et en les liant à la section « Notes et références ».
Pour les articles homonymes, voir Côte Ouest.
Côte Ouest (France) ou Les Héritiers du rêve (Québec) (Knots Landing) est un feuilleton télévisé américain en 344 épisodes de 45 minutes et un téléfilm de 180 minutes, spin off de Dallas, et créé par David Jacobs pour Lorimar Productions et diffusé entre le 27 décembre 1979 et le 13 mai 1993 sur le réseau CBS.
En France, TF1 diffuse la série du 12 avril 1988 au 3 février 1995, après le journal de 13h, en semaine. En Suisse, la série est diffusée sur la TSR dès 1988. En Belgique et au Luxembourg la série est diffusée sur RTL Télévision en 1984 [réf. nécessaire]. Au Québec, le feuilleton a été diffusé à partir du 23 mai 1988 à TVA.

## Synopsis
Après 17 ans de séparation, Gary Ewing et son ex-femme Valene ont décidé de reprendre la vie commune. Ils partent se fixer loin de Dallas dans une résidence proche de la mer à Knots Landing, en Californie. À peine installés dans leur nouvelle demeure, ils font la connaissance de leurs voisins, les Fairgate et les Avery. La petite communauté mène une vie plus ou moins paisible… jusqu'à l'arrivée de l'intrigante Abby Fairgate !

## Distribution principale
| Acteurs/Actrices    | VF                                      | Personnages                                          | Saisons          | Saisons    | Saisons        | Saisons    | Saisons    | Saisons          | Saisons    | Saisons    | Saisons        | Saisons    | Saisons    | Saisons    | Saisons    | Saisons          |  |
| Acteurs/Actrices    | VF                                      | Personnages                                          | 1                | 2          | 3              | 4          | 5          | 6                | 7          | 8          | 9              | 10         | 11         | 12         | 13         | 14               |  |
| ------------------- | --------------------------------------- | ---------------------------------------------------- | ---------------- | ---------- | -------------- | ---------- | ---------- | ---------------- | ---------- | ---------- | -------------- | ---------- | ---------- | ---------- | ---------- | ---------------- |  |
| James Houghton      | Daniel Russo                            | Kenny Ward                                           | Principal        | Principal  | Principal      | Principal  |            |                  |            |            |                |            |            |            |            |                  |  |
| Kim Lankford        | Denise Metmer                           | Ginger Kileman Ward                                  | Principale       | Principale | Principale     | Principale |            |                  |            |            |                |            |            |            |            |                  |  |
| Michele Lee         | Joëlle Fossier                          | Karen Cooper Fairgate MacKenzie                      | Principale       | Principale | Principale     | Principale | Principale | Principale       | Principale | Principale | Principale     | Principale | Principale | Principale | Principale | Principale       |  |
| Constance McCashin  | Anne Kerylen                            | Laura Avery Sumner                                   | Principale       | Principale | Principale     | Principale | Principale | Principale       | Principale | Principale | Principale     |            |            |            |            |                  |  |
| Don Murray          | Bernard Tiphaine                        | Sid Fairgate                                         | Principal        | Principal  | Invité spécial |            |            |                  |            |            |                |            |            |            |            |                  |  |
| John Pleshette      | Maurice Sarfati                         | Richard Avery                                        | Principal        | Principal  | Principal      | Principal  |            |                  |            |            | Invité spécial |            |            |            |            |                  |  |
| Ted Shackelford     | Michel Paulin                           | Gary Ewing                                           | Principal        | Principal  | Principal      | Principal  | Principal  | Principal        | Principal  | Principal  | Principal      | Principal  | Principal  | Principal  | Principal  | Principal        |  |
| Joan Van Ark        | Anne Rochant                            | Valene Clements Ewing Gibson Waleska Ewing           | Principale       | Principale | Principale     | Principale | Principale | Principale       | Principale | Principale | Principale     | Principale | Principale | Principale | Principale | Invitée spéciale |  |
| Donna Mills         | Françoise Pavy                          | Abby Fairgate Cunningham Ewing Sumner                |                  | Principale | Principale     | Principale | Principale | Principale       | Principale | Principale | Principale     | Principale |            |            |            | Invitée spéciale |  |
| Kevin Dobson        | Jean-Claude Balard                      | M. Patrick « Mack » MacKenzie                        |                  |            |                | Principal  | Principal  | Principal        | Principal  | Principal  | Principal      | Principal  | Principal  | Principal  | Principal  | Principal        |  |
| Julie Harris        | Martine Sarcey puis Lily Baron          | Lilimae Clements                                     | Invitée spéciale |            | Récurrente     | Principale | Principale | Principale       | Principale | Principale | Principale     |            |            |            |            |                  |  |
| William Devane      | Claude d'Yd                             | Greg Summer                                          |                  |            |                |            | Principal  | Principal        | Principal  | Principal  | Principal      | Principal  | Principal  | Principal  | Principal  | Principal        |  |
| Claudia Lonow       | Brigitte Lecordier puis Anne Rondeleux  | Diana Fairgate                                       | Récurrente       | Récurrente | Récurrente     | Récurrente | Principale | Invitée spéciale |            |            |                |            |            |            |            | Invitée spéciale |  |
| Alec Baldwin        | Georges Poujouly                        | Joshua Rush                                          |                  |            |                |            |            | Principal        | Principal  |            |                |            |            |            |            |                  |  |
| Lisa Hartman        | Nathanièle Esther puis Catherine Lafond | Cidji Dunne et Cathy Geary Rush                      |                  |            |                | Récurrente | Récurrente | Principale       | Principale |            |                |            |            |            |            |                  |  |
| Douglas Sheehan     | Hervé Jolly                             | Ben Gibson                                           |                  |            |                |            | Récurrent  | Principal        | Principal  | Principal  |                |            |            |            |            |                  |  |
| Teri Austin         | Martine Messager                        | Jill Bennett                                         |                  |            |                |            |            | Invitée          | Récurrente | Récurrente | Récurrente     | Principale |            |            |            |                  |  |
| Nicollette Sheridan | Marie-Martine Bisson                    | Paige Matheson                                       |                  |            |                |            |            |                  | Invitée    | Récurrente | Récurrente     | Principale | Principale | Principale | Principale | Principale       |  |
| Tonya Crowe         | Amélie Morin                            | Olivia Cunningham Dyer                               |                  | Récurrente | Récurrente     | Récurrente | Récurrente | Récurrente       | Récurrente | Récurrente | Récurrente     | Récurrente | Principale |            |            |                  |  |
| Pat Petersen        | Brigitte Lecordier puis David Krüger    | Michael Fairgate                                     | Récurrent        | Récurrent  | Récurrent      | Récurrent  | Récurrent  | Récurrent        | Récurrent  | Récurrent  | Récurrent      | Récurrent  | Principal  | Principal  |            |                  |  |
| Michelle Phillips   | Claude Chantal                          | Anne Winston Matheson Sumner                         |                  |            |                |            |            |                  |            | Récurrente |                | Invitée    | Récurrente | Principale | Principale | Principale       |  |
| Larry Riley         | Sady Rebbot                             | Frank Williams                                       |                  |            |                |            |            |                  |            |            | Récurrent      | Récurrent  | Récurrent  | Principal  | Principal  |                  |  |
| Stacy Galina        | Caroline Beaune                         | Mary Frances Summers2 puis Kate Whittaker Cunningham |                  |            |                |            |            |                  |            |            |                |            |            | Récurrente | Principale | Principale       |  |
| Kathleen Noone      | Michèle Bardollet                       | Claudia Sumner Whittaker                             |                  |            |                |            |            |                  |            |            |                |            |            | Récurrente | Principale | Principale       |  |

## Autres acteurs
- Steve Shaw (VF : Bernard Soufflet) : Eric Fairgate (saisons 1-8, guest saisons 9 et 11) (VF : Bernard Soufflet)
- Bobby Jacoby (Robert Jayne) (saisons 2-6), puis Brian Austin Green (saisons 8-10) (VF : Francette Vernillat) : Brian Cunningham
- Marcia Salomon : Marcia (saisons 2-10 et saison 13)
- Stephen Macht : Joe Cooper (saisons 3-4)
- Michael Sabatino : Chip Roberts / Tony Fenice (saisons 4-5) (VF: Olivier Destrez)
- Jon Cypher :  Jeff Munson (VF : Robert Basil)
- Joanna Pettet : Janet Baines (VF : Monique Thierry)
- Victoria Ann Lewis : Peggy (saisons 6-14) (VF : Frédérique Villedent)
- Howard Duff : Paul Galveston (saisons 6 et 11) (VF: William Sabatier)
- Ava Gardner : Ruth Sumner Galveston (saison 6)
- Hunt Block : Peter Hollister (saisons 7-8, puis guest saison 9)
- Ruth Roman : Sylvia Lean (saisons 7-8) (VF: Jane Val)
- Carlos H. Cantu : Carlos (saisons 8-14)
- Louis Giambalvo : Phil Harbert (saison 8)
- Wendy Fulton : Jean Hackney (saison 8)
- Red Buttons : Al Baker (saison 9) (VF: Georges Riquier)
- Christian et Joseph Cousins : Bobby Gibson Ewing (saisons 9-14) (VF: Maïté Monceau)
- Kathryn et Tiffany Lubran (saisons 9-11), Jennifer et Jessica Aaron (saison 12), puis Emily Ann Lloyd (saisons 12-14) : Betsy Gibson Ewing
- Morgan, Corey et Whitney Harper-White (saisons 9-11), Kara et Kimberly Albright (saisons 11-12), puis Rhianna Janette (saisons 12-14) : Meg Sumner/Mackenzie
- Lar Park Lincoln : Linda Fairgate (saisons 9, 11-13) (VF: Rafaèle Moutier)
- Michael York : Charles Scott III (saison 9) (VF: François Leccia)
- John Aprea : Manny Vasquez (saisons 9-10)
- Lynne Moody (VF : Maik Darah) : Patricia Williams (saisons 9-11)
- Kent Masters King : Julie Williams (saisons 9-13) (VF: Martine Regnier)
- Peter Reckell : Johnny Rourke (saisons 9-10) (VF: Emmanuel Jacomy puis Jérôme Rebbot)
- Paul Carafotes (VF : Patrick Laplace) : Harold Dyer (saisons 9-11) (VF: Patrick Laplace)
- Robert Desiderio : Ted Melcher (saisons 10-11) (VF: Jean-Claude Robbe)
- Melinda Culea (VF : Dorothée Jemma) : Paula Vertosick (saisons 10-11)
- Betsy Palmer : tante Virginia Bullock (saisons 10-12) (VF: Maaike Jansen)
- Mark Haining : Mort Tober (saisons 10-14) (VF: Marc Lebel)
- Zane Lasky : Bob Phillips (saisons 10-12) (VF : Philippe Ariotti)
- Sam Behrens : Danny Waleska (saisons 10-12) (VF : Gérard Surugue)
- Penny Peyser : Amanda Michaels (saison 11) (VF: Anne Deleuze)
- Joseph Gian : Tom Ryan (saisons 11-12, 14) (VF: Régis Reuilhac)
- Stuart Whitman : Robert Willis (saison 11)
- Thomas Wilson Brown : Jason Lochner (saisons 12-13) (VF: Emmanuel Curtil)
- Herbert Edelman : le sergent Levine (saison 12)
- Lorenzo Caccialanza : Nick Schillace (saisons 12, 14) (VF: Erik Colin)
- Lance Guest (VF : Lionel Tua) : Steve Brewer (saison 12)
- Tracy Reed : Charlotte Anderson (saison 12) (VF: Mireille Audibert)
- Bruce Greenwood : Pierce Lawton (saisons 13, un épisode saison 14) (VF: Jean-Louis Rugarli)
- Mark Sopher (VF : Edgar Givry) : Joseph Barringer saison 13)
- Stuart Pankin (VF : Alain Flick) : Benny Appleman (saison 13)
- Boyd Kestner (VF : Alexandre Gillet) : Alex Barth (saisons 13-14)
- Felicity Waterman : Vanessa Hunt (saisons 13-14) (VF: Danièle Douet)
- Maree Cheatham : Mary Robeson (saisons 13-14) (VF: Paule Emanuèle)
- Tara Marchant (VF : Marie Martine) : Toni Fields (saison 14)
- David James Elliott (VF : Luc Bernard) : Bill Nolan (saison 14)
- William Allen Young : Cliff Templeton (saison 14)

## Personnages principaux
Cette présentation ne concerne que les trois premières saisons afin de laisser un maximum de suspense.
- Karen Fairgate : Karen est femme au foyer et mère de trois enfants. Forte et persévérante, elle est mariée à Sid Fairgate, garagiste. Ayant un caractère bien trempé, elle n'hésite pas à défendre ses convictions.

- Valene Ewing : est douce et naïve. mère de Lucy Ewing dont elle sera séparée injustement par le redoutable John Ross Ewing qui se trouve être le frère du père de Lucy. Elle retrouvera son mari des années plus tard et ils viendront s'installer à Knots Landing loin de la famille Ewing.

- Laura Avery : femme soumise à son mari et comblant chacune de ses attentes, elle se pliera en quatre pour s'occuper de son époux et de son fils. Elle réussira à s'émanciper de l'emprise de son mari et à retrouver son indépendance.

- Ginger Ward : est institutrice dans une école maternelle. Douce et sympathique, elle vit avec Kenny. A l'âge de 16 ans, elle dut vivre l'une des expériences les plus dures de sa vie. Appréciée de ses voisins, elle devra supporter les frasques immatures de son compagnon. Elle se sentira parfois délaissée par son fiancé.

- Abby Fairgate : est la petite sœur de Sid Fairgate. Lorsqu'elle s'installe à Knots Lauding, elle vient de quitter son mari. Fraîchement divorcée, elle s'installe juste à côté de son frère et commence à semer la zizanie au sein du quartier paisible. Femme vénale et sans scrupules, elle fera chavirer le cœur des hommes.

- Gary Ewing : frère de John Ross Ewing. Ancien alcoolique, il vient de récupérer l'amour de sa femme et tous les deux s'installent à Knots Landing. Il sera vite embauché au garage de son voisin Sid Fairgate en tant que vendeur de voitures.

- Sid Fairgate : est un homme honnête et généreux, il tient un garage en ville. Il est marié à Karen et père de trois enfants ainsi qu'une autre fille d'un précédent mariage. Il ne voit pas le côté manipulateur de sa petite sœur Abby.

- Richard Avery : est un avocat misogyne et fier refusant que sa femme entre dans la vie active. Ne voulant pas admettre ses faiblesses, il préfèrera parfois mettre en péril ses amis et sa famille plutôt que de reconnaître ses erreurs. Il est marié à la fragile Laura.

- Kenny Ward : est marié à Ginger Ward. Travaillant en tant que producteur de musique, Kenny est un charmeur qui plaît beaucoup à la gent féminine. Il aura du mal à rester fidèle à sa compagne malgré son amour pour celle-ci. Son travail dans la musique étant tellement important, il délaissera Ginger.

## Hors saisons
- 1997 : Retour sur la Côte Ouest (Back to the cul-de-sac). Mini-série constituée de deux épisodes de 90 minutes.
- 2005 : Knots Landing Reunion: Together Again (documentaire de 90 minutes avec les acteurs principaux, diffusé en décembre 2005 sur CBS et le 1er octobre 2006 sur FOXlife)

## Chanson du générique en français dès 1988 en France sur TF1 et en Suisse sur la TSR aussi
Côte Ouest, le long du grand Pacifique les vagues défient le temps.

Côte Ouest, ton paysage magique s'efface dans l'océan.

Côte Ouest, la vie passe pleine de songes et d'illusions.

Côte Ouest, tes palaces n'abritent que mensonges et passions, oh oh.

Côte Ouest, comme un décor sur la plage, la mer en contre-champs.

Côte Ouest, entre le calme et l'orage les drames sont des volcans.
Côte Ouest, la vie passe pleine de songes et d'illusions.

Côte Ouest, tes palaces n'abritent que mensonges et passions, oh oh.

Côte Ouest, comme un roman sur la plage tes vagues sont des tourments.

Côte Ouest, pour toi le vent tourne les pages d'intrigues et de serments.
Côte Ouest, tes palaces n'abritent que mensonges et passions, oh oh.

Côte Ouest, entre le calme et l'orage les drames sont des volcans.

Côte Ouest !

Composition : Shuki Levy et Haïm Saban ; paroles : Alain Garcia.

Interprétation pour les saisons 6 à 10 puis 13 : Claude Vallois (seule cette version a été commercialisée en 45 tours puis en CD).

Interprétation pour les autres saisons : artiste inconnu (peut-être Shuki Levy).
Le générique musical Original a également été utilisé sur les dernières saisons et sur certaines rediffusions sur la chaine Foxlife.

## DVD
En France, seule la saison 1 est sorti le 17 octobre 2007 sous forme de coffret avec 5 discs (ASIN B000UV5D2Y)

## Récompenses
- Emmy Award 1987 : Meilleure musique de Joel Rosenbaum pour l'épisode Cement the Relationship

## Commentaires
(août 2008).
Si vous disposez d'ouvrages ou d'articles de référence ou si vous connaissez des sites web de qualité traitant du thème abordé ici, merci de compléter l'article en donnant les références utiles à sa vérifiabilité et en les liant à la section « Notes et références ».
- Tout a commencé le jeudi 27 décembre 1979 à 22 h sur le réseau CBS. Ce soir-là, les téléspectateurs des États-Unis assistent au premier épisode d'un nouveau feuilleton.
- À cette époque, il fait parler de lui, en deuxième partie de soirée. Créé en 1978, c'est Dallas, qui inaugure la grande époque de ce genre de feuilletons (le premier du genre avait été Peyton Place, de 1964 à 1969).
- Le soap opera est quant à lui un feuilleton quotidien diffusé en journée, sponsorisé par des marques de lessives car ce genre vise essentiellement le public féminin. Au contraire, là où Dallas innove (comme l'avait fait Peyton Place avant lui), c'est que ce feuilleton est diffusé en première partie de soirée, hebdomadaire et tourné en partie à l'extérieur.
- Dallas et Côte Ouest ont été créés par la même personne, David Jacobs. À l'origine, les producteurs David Jacobs et Michael Filerman voulaient que ce feuilleton soit une version télévisée de Scènes de la vie conjugale, d'Ingmar Bergman. Ce feuilleton se concentrerait sur les relations maritales entre un long couple stable (Karen et Sid Fairgate), un couple avec des difficultés (Laura et Richard Avery), de nouveaux mariés (Ginger et Kenny Ward). Et nous aurions fait la connaissance de ces différents voisins à travers les yeux des Ewing, un couple qui venait de se remarier après plusieurs années de séparation. Ce couple était apparenté à une riche famille et essayait de recommencer une nouvelle vie loin d'eux.
- Le pilote fut écrit par Jacobs et proposé en 1977 à la direction de CBS. La chaîne aima mais voulait quelques changements. CBS était à la recherche d'un feuilleton plus grandiose, plus clinquant reposant sur le pouvoir et l'argent, aussi Jacobs et Filerman retravaillèrent leur projet et décidèrent de créer un feuilleton différent en partant de la riche famille de Gary Ewing et l'appelèrent : Dallas.
- Deux ans plus tard, avec le succès grandissant de Dallas, CBS lui demanda de travailler sur un nouveau feuilleton. Il ressortit alors de ses cartons son premier projet Côte Ouest qui s'attache plus aux problèmes de société, aux États-Unis moyens et à la famille.
- Mais Jacobs veut se servir de Dallas pour lancer son nouveau feuilleton. Aussi, il va utiliser deux personnages secondaires du feuilleton : Gary Ewing, le fils raté et alcoolique, mouton noir de la famille texane et sa femme Valene, qui, après s'être remariés, décident de fuir la tyrannie et les plans machiavéliques de J.R. et de s'installer dans un lotissement d'une petite ville imaginaire de la côte Pacifique, Knots Landing. Aussi, Côte Ouest est une série dérivée de Dallas, même s'il fut écrit avant.
- Cependant, sa saison initiale, seulement 13 épisodes, eut des taux d'audience médiocres. Néanmoins, les critiques furent assez bonnes pour convaincre CBS de poursuivre le feuilleton pour une seconde saison. Certains changements furent effectués, le plus notable étant l'arrivée au générique de Donna Mills dans le rôle d'Abby Cunningham. Le personnage d'Abby était une blonde venimeuse qui avait été créé pour causer la zizanie et ravager la vie du voisinage. Les producteurs revinrent aussi à leur idée d'origine, la vie des habitants du lotissement et de leurs amis et les membres texans de la famille Ewing firent de moins nombreuses apparitions que dans la première saison. Enfin, le feuilleton passa d'épisodes avec un commencement, un milieu et une fin (à la manière d'une série) à un vrai feuilleton. Après ces remaniements, le succès fut au rendez-vous jusqu’à l'arrêt du feuilleton en 1993.
- On peut dire que Côte Ouest révolutionna les séries de première partie de soirée de plusieurs manières. Ce fut le premier feuilleton dans lequel on vit mourir un des personnages majeurs, non pas en fin de saison, mais en début. Dès le commencement, le feuilleton explora plusieurs problèmes de société : le viol, l'alcoolisme, l'absorption de drogues licites ou illicites, l'avortement, les problèmes environnementaux, les sans-abris, les enfants ou les femmes battues… qui étaient généralement oubliés par les autres séries. Plusieurs de ces épisodes étaient suggérés par les acteurs eux-mêmes qui avaient pris conscience de l'impact social de Côte Ouest.
- Un autre facteur qui rend Côte Ouest à part des autres, ce fut les efforts perpétuels des producteurs et des scénaristes afin de rendre réel le feuilleton. Bien que Côte Ouest succombât à de plus en plus d'intrigues scabreuses, Jacobs et Filerman mirent un point d'honneur à ramener le téléspectateur à la réalité. C'est sûr que les personnages ont vécu beaucoup plus de choses en quelques années qu'un individu normal en connaîtra dans toute une vie (bombes, enlèvements, faillite, meurtres, etc.) mais les scénaristes et les producteurs voulaient que leurs personnages soient de vraies personnes dans des situations de tous les jours, afin que les téléspectateurs puissent se lier à eux sur un niveau personnel. Aussi, pour ramener le feuilleton dans la réalité, dans presque tous les épisodes, on voit les personnages dans des situations de la vie de tous les jours comme préparer le repas, faire la vaisselle ou le ménage, décorer, s'attacher les cheveux. Leur style de vie n'était pas très différent de celui des téléspectateurs. Au contraire des autres séries, Côte Ouest mélangeait évasion et réalité.
- Le feuilleton nous faisait aussi devenir intime avec les personnages parce que les couples, les familles ou les amis avaient leurs blagues, leurs discussions récurrentes, leurs moments de tristesse et de joie comme en ont toutes les familles ou les amis. Comme dans la vie, les relations entre les personnages étaient très complexes. Tout n'est pas blanc ou noir ou se termine du jour au lendemain. Quand un couple se séparait, il ne recommençait pas tout de suite une nouvelle vie, il y avait les regrets, les tentatives de réconciliation, la jalousie. Quand un enfant part ou un être cher disparaît, nous voyons la souffrance des personnages. Il faudra des années pour que Karen oublie Sid, Greg ne se remettra jamais de la mort de Laura et ne se pardonnera pas l'abandon de Meg. Quand un nouveau personnage arrivait, il fallait du temps avant qu'il soit accepté puis à la méfiance faisait place l'amitié ou plus. Côte Ouest ne s'est jamais perdu dans des intrigues irréalistes qui oubliaient de prendre le temps de développer des sentiments réels et d'étudier les relations familiales. Et c'est tout cela qui fait la magie de Côte Ouest.
- Les personnes étaient aussi très complexes. Certes, il y avait des méchants mais la plupart, à quelques exceptions près, avaient leur bon côté, leur vulnérabilité. Ainsi, Chip s'inquiéta de l'état de santé de Diana quand elle subit sa greffe de rein. Abby pouvait voler, mentir, ruiner mais quand la santé de ses enfants ou de ses neveux et nièces était en jeu, elle se serait sacrifiée pour eux. Elle fit tout pour que sa fille, Olivia, sorte de l'enfer de la drogue, elle donna un de ses reins à Diana. De même pour Greg, ce politicien et affairiste sans scrupules aima sans le moindre doute Laura et aime Meg, Kate ou Paige. Mais les coups qu'il a pris dans la vie l'empêchent de montrer ses vrais sentiments.
- De même, les bons personnages ont aussi leurs mauvais côtés. Mack ment régulièrement à Karen, Gary n'est qu'un enfant irresponsable, Karen est trop mère poule et trop sûre d'elle, Valene aux yeux de certains n'est qu'une hystérique, Ben un faible, Laura peut être obstinée et rancunière.
- Ainsi, comme les gens réels, les personnages n'étaient ni blancs ni noirs, ils avaient des bons et des mauvais côtés. Leur personnalité évoluait par rapport aux évènements qu'ils avaient vécus, leur personnage n'était pas stéréotypé.
- Bénéficiant d'un budget élevé, Côte Ouest ne se cantonna pas dans la réalisation formelle des séries de première partie de soirée. Ici, un personnage, incarné par un acteur viré par la production ou parti pour d'autres horizons, ne disparaît pas dans un accident pour revenir sous les traits d'un autre comédien. Qui plus est, un personnage ne quitte jamais le feuilleton du jour au lendemain. Plusieurs épisodes ont trait aux circonstances de son départ et l'on reparle de lui longtemps encore (Sid, Ben, Laura, Joshua, Richard…).
- De plus, plusieurs scènes sont des morceaux d'anthologie (la mort de Sid sur la table d'opération et l'annonce à la famille sans la moindre parole), l'épisode de la cinquième saison où tous les personnages principaux sont réunis et tout se passe différemment de ce que l'on avait imaginé, la descente aux enfers de Joshua, les tentatives désespérées de Ben pour sauver sa famille de Jean Hackney, Abby tentant de sevrer Olivia, la mort de Laura et la lecture de ses dernières volontés sur une cassette vidéo où tous les acteurs se réuniront pour improviser leur texte, etc.
- Enfin, des scénarios léchés aux multiples rebondissements, la réalisation qui se permet des astuces comme mettre en parallèle, sur une même image, le point de vue de deux personnages face à une même situation ou imaginer chacun des protagonistes tuer le même personnage.
- Cependant, Côte Ouest n'est pas exempt de critiques. Comme tout feuilleton, on y trouve certaines invraisemblances au niveau du scénario, des personnages secondaires pas toujours bien exploités, des intrigues qui ne sont pas menées à leur terme, des dernières années poussives à la suite du départ des principaux auteurs. Tout cela, en plus de coûts de production de plus en plus importants, des taux d'écoute déclinants et des acteurs lassés de leur personnage fit que Jacobs décida d'arrêter, avec l'accord de CBS à la fin de la quatorzième saison et de 344 épisodes (à la troisième place, à l'époque, de longévité des feuilletons et des séries des États-Unis) avec un final éblouissant et qui se terminait bien.
- En 1997, Côte Ouest, revint dans deux épisodes d'une heure trente, Retour sur la Côte Ouest, mais les taux d'audience n'étant pas à la hauteur, l'expérience ne fut pas renouvelée. Néanmoins, il existe une explication plus sociologique à la fin de Côte Ouest. Ce feuilleton symbolisa les années 1980, la famille et la réussite de la classe moyenne. En 1993, les États-Unis traversent une crise économique et sociale très importante, les séries et les feuilletons familiaux sont abandonnés au profit de séries et de feuilletons plus réalistes comme New York Police Blues, New York, police judiciaire, Homicide, Urgences, voire des sitcoms comme Dream On, Friends ou Seinfeld, des séries et des feuilletons montrant des familles déchirées ou l'élément fondateur n'est plus le couple mais les amis.
- Malgré tout, Côte Ouest aura marqué son époque, feuilleton culte, il mérite d'être redécouvert à sa véritable valeur.
- L'impasse où sont situés les maisons des personnages se trouve en Californie, sur la commune de GRANADA HILLS, Adresse exacte : 16972 Crystalaire PL. 91344 GRANADA HILLS CALIFORNIE, USA.
- En 1989, alors que la série était menacée aux États-Unis, TF1 a failli devenir coproducteur de Côte Ouest. Etienne Mougeotte, alors directeur d’antenne de la chaîne privée, avait rencontré en ce sens Michael Solomon, Président de Lorimar. Un cas de figure présentant des avantages pour les deux parties : un complément financier pour les producteurs américains et le respect des quotas d’œuvres françaises imposés par le cahier des charges de TF1[2].
- Les personnages de Valene et Gary apparaissent dans la saison 2 de Dallas Nouvelle Génération.
- Judith Barsi apparaît dans l'épisode Avec une balle (saison 1984-1985).